# Judith A. Curry

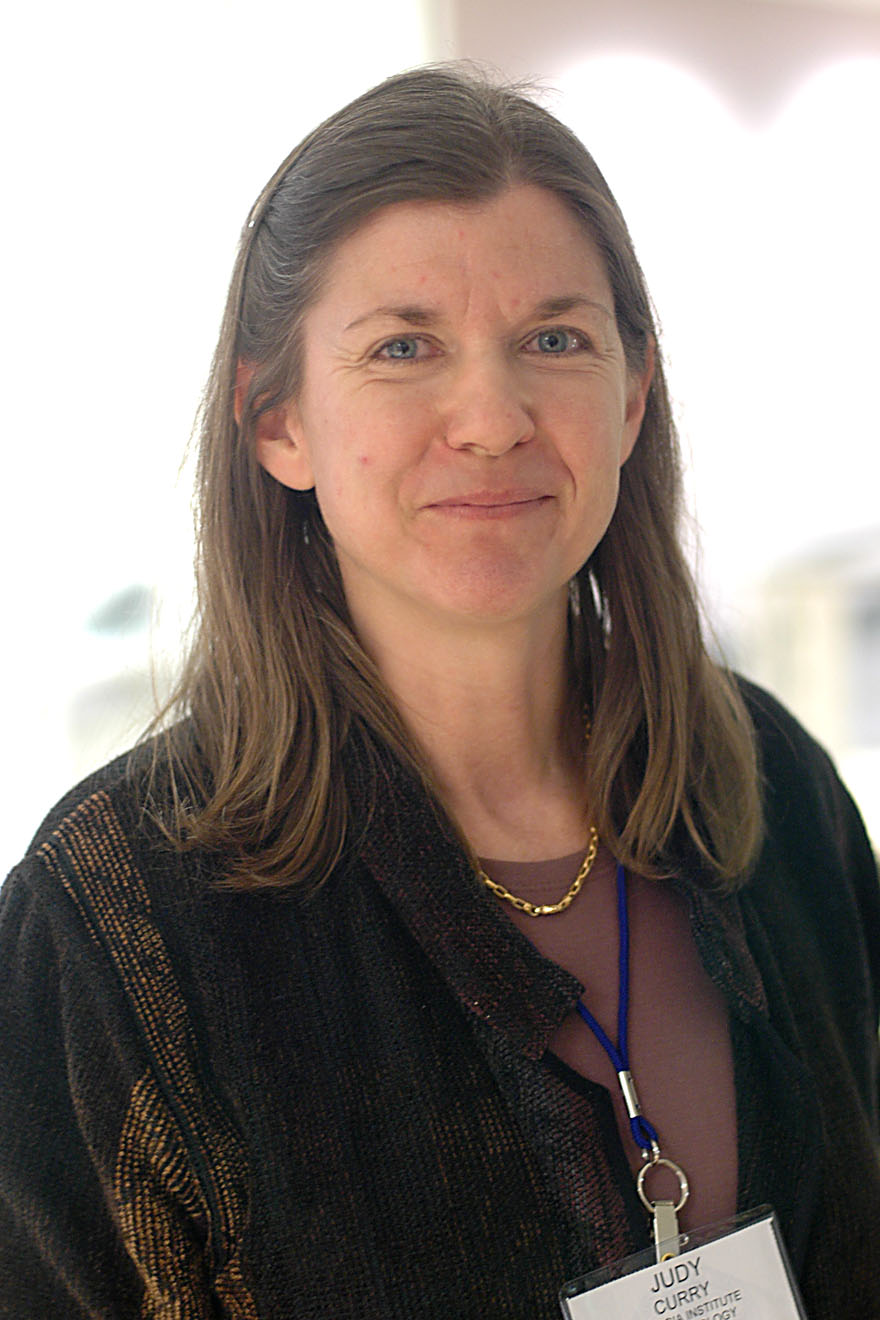
Judith A. Curry (2006)

Judith A. Curry (* 1953) ist eine Klimawissenschaftlerin und war bis 2017 Professorin für Geo- und Atmosphärenwissenschaften am Georgia Institute of Technology. Ihren Ph.D. erhielt sie 1982 von der University of Chicago im Bereich Geophysik.
Curry ist Klimaskeptikerin und betreibt einen Blog, der Teil der Klimawandelleugner-Blogosphäre ist.

## Karriere
Curry forschte zu Fragen der globalen Erwärmung. Zentral sind für sie einerseits die Auswirkungen des Klimawandels auf atmosphärische Verhältnisse.
Sie interessiert sich für Klimaveränderungen in der Arktis, die jahrelang ihr Interessenschwerpunkt war. Zu diesem Zweck führte sie regelmäßig Feldstudien durch und evaluierte auch die Genauigkeit von Klimamodellen, besonders von jenen mit regionalem Schwerpunkt.
Im Jahr 2017 beendete sie ihre Karriere in der Forschung.
Seit arbeitet Curry hauptamtlich als Präsidentin des "Climate Forecast Applications Network", welches Beratung zu Klimawandelfragen anbietet. Zu den Kunden des Unternehmens gehören Behörden, Versicherungen und Ölunternehmen.

## Positionen zum Klimawandel
Hinsichtlich des Klimawandels wird Curry als Vertreterin der "Neo-Skepsis" eingeschätzt, eine Form der Klimawandelleugnung.
Curry konstatierte einen zunehmenden Stammeskrieg-Charakter hinsichtlich des Klimawandels. Sie plädiert für eine Offenlegung von Rohdaten und eine breitere, unvoreingenommene Überprüfung der zugehörigen Studien unter Einbeziehung von skeptischen Stimmen. Sie wirkte an der BEST-Studie der Universität Berkeley mit, die dieses Ziel verfolgte.
Bekannt wurde ihr Essay On the Credibility of Climate Change, Towards Rebuilding Trust auf dem klimaskeptischen Blog Watts Up With That.
Nach eigenen Angaben bemühte sie sich auch um eine Trennung der politischen und wissenschaftlichen Betrachtung des Zusammenhangs zwischen Treibhauseffekt und der Häufigkeit von Wirbelstürmen.
Auf ihrem Blog schreibt Curry, dass sie den wissenschaftlichen Konsens zum Klimawandel als einen künstlichen, politisch motivierten Konsens ansieht.

## Werke
Curry ist Autorin und Herausgeberin einiger Bücher sowie von über 130 Fachartikeln. 

### Bücher
- 1999: Mit P.J. Webster: Thermodynamics of Atmospheres and Oceans. Academic Press, London, 467 S.
- 2002: Mit J.P. Holton und J. Doyle (Hrsg.): Encyclopedia of Atmospheric Sciences. Academic Press, London, 4000 S.
- Klima: Unsicherheit und Risiko – Unsere Reaktion überdenken, Verlag Diplomatic Council Publishing 2023, ISBN 978-3-98674-091-7

### Artikel (Auswahl)
- 2005: Mit P.J. Webster, G.J. Holland und H.-R. Chang: Changes in tropical cyclone number, duration and intensity in a warming environment. Science, 309 (5742): 1844–1846 (PDF; 228 kB)
- 2006: Mit C.D. Hoyos, P.A. Agudelo und P.J. Webster: Deconvolution of the factors contributing to the increase in global hurricane intensity. Science, 312 (5770): 94–97. (PDF; 273 kB)
- 2006: Mit P.J. Webster, J. Liu und G.J. Holland: Response to comment on "Changes in tropical cyclone number, duration, and intensity in a warming environment". Science, 311 (5768): doi:10.1126/science.1121564 (PDF; 107 kB)
- 2006: Mit Liu, J.P.: Variability of the tropical and subtropical ocean surface latent heat flux during 1989-2000. Geophys. Res. Lett., 33(5): Art. No. L05706 (PDF; 574 kB)
- 2006: Mit P.J. Webster und G.J. Holland: Mixing Politics and Science in Testing the Hypothesis That Greenhouse Warming Is Causing a Global Increase in Hurricane Intensity. Bull. Amer. Met. Soc., 87 (8), 1025–1037 (PDF; 509 kB)